# Lista över organismer efter antal kromosomer

Karyotyp av en människa, som visar 22 par autosomala kromosomer och båda möjliga par av könskromosomer: XX för kvinnor och XY för män.

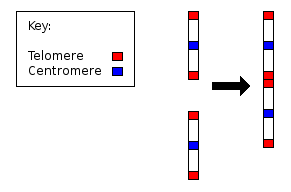
Fusion av förfäders kromosomer har lämnat kvar distinkta rester av telomerer, och en rudimentär centromer. Då andra icke-mänskliga bevarade hominider har 48 kromosomer tror man att kromosom 2 hos människan är slutresultatet av en sammanslagning av två kromosomer.

Detta är en lista över organismer efter antal kromosomer som beskriver ploiditet eller antalet kromosomer i cellerna av olika växter, djur, protister och andra levande organismer. Detta antal, tillsammans med det visuella utseendet av kromosomen, är känt som karyotypen, och kan hittas genom att titta på kromosomerna med ett mikroskop. Uppmärksamhet riktas mot deras längd, centromerernas position, bandingmöster, eventuella skillnader mellan könskromosomerna och andra fysiska egenskaper. Framställning och studier av karyotyper är en del av cytogenetik.
| Organism           | Bild | Latin                    | Kromosomer       | Anmärkning |
| ------------------ | ---- | ------------------------ | ---------------- | --- |
| Jack Jumper        |      | Myrmecia pilosula        | 2                | 2 för honor, hanar är haploida och har därmed 1; minsta möjliga antal. Andra myrarter har fler kromosomer.                              |
| Indisk muntjak     |      | Muntiacus muntjak        | 6/7              | 6 för honor, 7 för hanar |
| Korn               |      | Hordeum vulgare          | 14               | |
| Råg                |      | Secale cereale           | 14               | |
| Ärt                |      | Pisum sativum            | 14               | |
| Koala              |      | Phascolarctos cinereus   | 16               | |
| Känguru            |      |                          | 16               | Detta inkluderar flera medlemmar släktet Macropus, men inte den röda jättekängurun (M. rufus, 20)                                       |
| En                 |      | Juniperus communis       | 22               | |
| Gran               |      | Picea abies              | 24               | |
| Tall               |      | Pinus sylvestris         | 24               | |
| Vårtbjörk          |      | Betula pendula           | 28               | |
| Jäst               |      | Saccharomyces cerivisiae | 32               | |
| Blåsuga            |      | Ajuga pyramidalis        | 32               | |
| Rödräv             |      | Vulpes vulpes            | 34[källa behövs] | Plus 3–5 mikrosomer. |
| Katt               |      | Felis silvestris catus   | 38               | |
| Lejon              |      | Panthera leo             | 38               | |
| Mård               |      | Martes martes            | 38               | |
| Tiger              |      | Panthera tigris          | 38               | |
| Hyena              |      | Hyaenidae                | 40               | |
| Fossa              |      | Cryptoprocta ferox       | 42               | |
| Järv               |      | Gulo gulo                | 42               | |
| Jättepanda         |      | Ailuropoda melanoleuca   | 42               | |
| Mårdhund           |      | Nyctereutes procyonoides | 42               | Enligt vissa källor skiljer sig underarternas med 38, 54 och till och med 56 kromosomer.                                                |
| Havre              |      | Avena sativa             | 42               | Detta är en hexaploid med 2n = 6x = 42. Diploida och tetraploida odlade arter förekommer också.[källa behövs]                           |
| Vete               |      | Triticum aestivum        | 42               | Detta är en hexaploid med 2n = 6x = 42. Durumvete är Triticum turgidum var. durum, och är en tetraploid med 2n = 4x = 28.[källa behövs] |
| Rhesusapa          |      | Macaca mulatta           | 42               | |
| Delfin             |      | Delphinidae Delphi       | 44               | |
| Europeisk kanin    |      | Oryctolagus cuniculus    | 44               | |
| Europeisk grävling |      | Meles meles              | 44               | |
| Öronmanet          |      | Aurelia aurita           | 44               | |
| Muntiacus reevesi  |      | Muntiacus reevesi        | 46               | |
| Sabelantilop       |      | Hippotragus niger        | 46               | |
| Människa           |      | Homo sapiens             | 46               | 44 autosomala kromosomer och 2 könskromosomer.                                                                                          |
| Bävrar             |      | Castor fiber             | 48               | |
| Hjortråttor        |      | Peromyscus maniculatus   | 48               | |
| Gorillor           |      | Gorilla                  | 48               | |
| Harar              |      | Lepus                    | 48               | |
| Orangutanger       |      | Pongo x                  | 48               | |
| Potatis            |      | Solanum tuberosum        | 48               | Detta är en tetraploid; vilka släktingar har mestadels 2n = 24.[källa behövs]                                                           |
| Tobak              |      | Nicotiana tabacum        | 48[källa behövs] | Odlade arter är en tetraploid.[källa behövs]                                                                                            |
| Tallört            |      | Monotropa hypopitys      | 48               | |
| Schimpanser        |      | Pan troglodytes          | 48               | |
| Vattenbuffel       |      | Bubalus bubalis          | 48/50            | Flodtypen har 48, medan träsktypen har 50.                                                                                              |
| Ökenkatträv        |      | Vulpes macrotis          | 50               | |
| Strimmig skunk     |      | Mephitis mephitis        | 50               | |
| Ananas             |      | Ananas comosus           | 50[källa behövs] | |
| Zebrafisk          |      | Danio rerio              | 50               | |
| Glasögonbjörn      |      | Tremarctos ornatus       | 52               | |
| Näbbdjur           |      | Ornithorhynchus anatinus | 52               | 10 könskromosomer. |
| Bomull             |      | Gossypium hirsutum       | 52[källa behövs] | |
| Tamfår             |      | Ovis orientalis aries    | 54               | |
| Silkesfjäril       |      | Bombyx mori              | 54               | |
| Hyraxar            |      | Hyracoidea               | 54               | Hyraxar anses vara den närmaste levande släktingen till elefanter.                                                                      |
| Kapucinapor        |      | Cebus x                  | 54               | |
| Elefant            |      | Elephantidae             | 56               | |
| Gaur               |      | Bos gaurus               | 56               | |
| Glasbjörk          |      | Betula pubescens         | 56               | |
| Ullhårig mammut    |      | Mammuthus primigenius    | 58               | Utdöd; vävnad från en fryst slaktkropp.                                                                                                 |
| Indisk räv         |      | Vulpes bengalensis       | 60               | |
| Bisonoxe           |      | Bison bison              | 60               | |
| Nötkreatur         |      | Bos primigenius          | 60               | |
| Tamget             |      | Capra aegagrus hircus    | 60               | |
| Yakoxe             |      | Bos mutus                | 60               | |
| Åsna               |      | Equus africanus asinus   | 62               | |
| Giraffer           |      | Giraffa camelopardalis   | 62               | |
| Mula               |      |                          | 63               | Semiinfertila (udda antal kromosomer – mellan åsna (62) och häst (64) – gör meios mycket svårare).                                      |
| Myrpiggsvin        |      | Tachyglossidae           | 63/64            | 63 (X1Y1X2Y2X3Y3X4Y4X5, hane) och 64 (X1X1X2X2X3X3X4X4X5X5, hona).                                                                      |
| Häst               |      | Equus ferus caballus     | 64               | |
| Fläckskunkar       |      | Spilogale x              | 64               | |
| Chinchillor        |      | Chinchilla lanigera      | 64               | |
| Fennek             |      | Vulpes zerda             | 64[källa behövs] | |
| Mårdhund           |      | Nyctereutes procyonoides | 66               | Viss variation i antalet kromosomer mellan individer.                                                                                   |
| Gråräv             |      | Urocyon cinereoargenteus | 66[källa behövs] | |
| Gråvarg            |      | Canis lupus              | 78               | |